# Subregión del Pacífico Sur
La subregión del Pacífico Sur es una de las 13 subregiones del departamento colombiano de Nariño. Esta región hace parte de los territorios focalizados PDET.
Comprende los municipios de Francisco Pizarro y Tumaco, que abarcan un total de 4 734 kilómetros cuadrados.

## Población
En 2015 la población comprendía un total de 196 316 habitantes, que correspondían al 11,83 % del total del departamento de Nariño; de estos 106 747 estaban ubicados en el sector urbano y 89 572 en el sector rural. En cuestión de género el 50 % eran hombres y el 50 % mujeres.

## Economía
Las principales actividades económicas están basadas en los sectores agropecuario y pesquero, destacándose el cultivo de plátano, palma africana, coco, cacao, banano, arroz, maíz y frutas tropicales; igualmente es importante la cría de camarones, los enlatados y la extracción de palma africana. También cabe resaltar las actividades minera y comercial.